# أمجد تكروني
أمجد جميل تكروني (مواليد 10 سبتمبر 1998) هو لاعب كرة قدم سعودي يلعب كمدافع حاليًا في نادي الغزوة.

## مسيرة اللاعب
مثل نادي رضوى ونادي الأخدود ونادي التقدم ونادي هجر ونادي العين ونادي النهضة ونادي الحوراء ونادي الغزوة.